# Cercle Excelcia
 (mai 2023).
Si vous disposez d'ouvrages ou d'articles de référence ou si vous connaissez des sites web de qualité traitant du thème abordé ici, merci de compléter l'article en donnant les références utiles à sa vérifiabilité et en les liant à la section « Notes et références ».
Le Cercle Excelcia est un prix remis par BIOQuébec pour rendre hommage aux bâtisseurs et pionniers qui ont façonné l'industrie québécoise des sciences de la vie.

## Membres
- 2001 - Bernard Coupal, Francesco Bellini, Thomas Hudson et Michel Desrochers
- 2002 - André de Villers
- 2003 - Léon F. Gosselin, Fernand Labrie et Yvon Giasson
- 2004 - Steve Arless, Gervais Dionne et Jacques Lapointe
- 2005 - John W. Hooper